# واندروال
«واندروال» تک‌آهنگی از گروه موسیقی راک بریتانیایی اوئیسیز است که توسط گیتاریست و ترانه‌سرای اصلی گروه نوئل گلگر نوشته شده‌است و در اکتبر ۱۹۹۵ به عنوان سومین تک‌آهنگ از دومین آلبوم استودیویی گروه (داستان چیست) گل شیپوری؟ منتشر شد. واندروال از محبوب‌ترین ترانه‌های گروه تا به امروز است.
این تک‌آهنگ در چارت‌های استرالیا، نیوزلند، اسپانیا، در رتبه اول و در چارت‌های، والونیا، اتریش، فلاندرز، نروژ جزو ده ترانه اول قرار گرفت.